# Deens voetbalelftal in 1985
Het Deens voetbalelftal speelde acht officiële interlands in het jaar 1985, waaronder vijf duels in de kwalificatiereeks voor het WK voetbal 1986 in Mexico. Voor het eerst in de geschiedenis wisten de Denen zich te plaatsen voor de WK-eindronde. De selectie stond onder leiding van de Duitse bondscoach Sepp Piontek.

## Balans
| Wedstrijden | Wedstrijden | Wedstrijden | Wedstrijden | Doelpunten | Doelpunten | Doelpunten | Punten |
| Gespeeld    | Winst       | Gelijk      | Verlies     | Voor       | Tegen      | Saldo      | Punten |
| ----------- | ----------- | ----------- | ----------- | ---------- | ---------- | ---------- | ------ |
| 12          | 6           | 2           | 4           | 14         | 13         | +1         | 1.167  |

## Interlands
|                                                       |                    |       |            |                                                                                           |
| 27 januari Vriendschappelijk № 477 «onderlinge duels» | Honduras           | 1 – 0 | Denemarken | Estadio Nacional, Tegucigalpa Toeschouwers: 25.000 Scheidsrechter: Rodolfo Martinez (HON) |
| 27 januari Vriendschappelijk № 477 «onderlinge duels» | Matilde Lacaya 66' |       |            | Estadio Nacional, Tegucigalpa Toeschouwers: 25.000 Scheidsrechter: Rodolfo Martinez (HON) |

|                                                  |                                                                               |       |                                |                                                                                   |
| 8 mei Vriendschappelijk № 478 «onderlinge duels» | Denemarken                                                                    | 4 – 1 | Duitse Democratische Republiek | Idrætsparken, Kopenhagen Toeschouwers: 19.500 Scheidsrechter: Arto Ravander (FIN) |
| 8 mei Vriendschappelijk № 478 «onderlinge duels» | Michael Laudrup 6' Michael Laudrup 67' John Lauridsen 79' Klaus Berggreen 82' |       | 84' Uwe Zötzsche               | Idrætsparken, Kopenhagen Toeschouwers: 19.500 Scheidsrechter: Arto Ravander (FIN) |

|                                                 |                                                                                           |       |                                         |                                                                                     |
| 5 juni WK-kwalificatie № 479 «onderlinge duels» | Denemarken                                                                                | 4 – 2 | Sovjet-Unie                             | Idrætsparken, Kopenhagen Toeschouwers: 45.700 Scheidsrechter: Horst Brummeier (AUT) |
| 5 juni WK-kwalificatie № 479 «onderlinge duels» | Preben Elkjær Larsen 16' Preben Elkjær Larsen 19' Michael Laudrup 61' Michael Laudrup 64' |       | 25' Oleh Protasov 68' Syarhey Gotsmanav | Idrætsparken, Kopenhagen Toeschouwers: 45.700 Scheidsrechter: Horst Brummeier (AUT) |

|                                                         |            |                                                          |        |                                                                                 |
| 11 september Vriendschappelijk № 480 «onderlinge duels» | Denemarken | 0 – 3                                                    | Zweden | Idrætsparken, Kopenhagen Toeschouwers: 44.500 Scheidsrechter: Rolf Haugen (NOR) |
| 11 september Vriendschappelijk № 480 «onderlinge duels» |            | 31' Robert Prytz 68' Dan Corneliusson 86' Mats Magnusson |        | Idrætsparken, Kopenhagen Toeschouwers: 44.500 Scheidsrechter: Rolf Haugen (NOR) |

|                                                       |                   |       |            |                                                                                    |
| 25 september WK-kwalificatie № 481 «onderlinge duels» | Sovjet-Unie       | 1 – 0 | Denemarken | Lenin Stadion, Moskou Toeschouwers: 100.000 Scheidsrechter: Antonis Vassaras (AUT) |
| 25 september WK-kwalificatie № 481 «onderlinge duels» | Oleh Protasov 50' |       |            | Lenin Stadion, Moskou Toeschouwers: 100.000 Scheidsrechter: Antonis Vassaras (AUT) |

|                                                    |            |       |             |                                                                                  |
| 9 oktober WK-kwalificatie № 482 «onderlinge duels» | Denemarken | 0 – 0 | Zwitserland | Idrætsparken, Kopenhagen Toeschouwers: 45.600 Scheidsrechter: Joël Quiniou (FRA) |
| 9 oktober WK-kwalificatie № 482 «onderlinge duels» |            |       |             | Idrætsparken, Kopenhagen Toeschouwers: 45.600 Scheidsrechter: Joël Quiniou (FRA) |

|                                                     |                |       | |                                                                             |
| 16 oktober WK-kwalificatie № 483 «onderlinge duels» | Noorwegen      | 1 – 5 | Denemarken                                                                                                  | Ullevaal Stadion, Oslo Toeschouwers: 18.326 Scheidsrechter: Ioan Igna (ROM) |
| 16 oktober WK-kwalificatie № 483 «onderlinge duels» | Tom Sundby 44' |       | 56' Michael Laudrup 63' (pen.) Søren Lerby 65' Preben Elkjær Larsen 75' Klaus Berggreen 78' Klaus Berggreen | Ullevaal Stadion, Oslo Toeschouwers: 18.326 Scheidsrechter: Ioan Igna (ROM) |

|                                                      |                    |       |                                                                                       |                                                                                |
| 13 november WK-kwalificatie № 484 «onderlinge duels» | Ierland            | 1 – 4 | Denemarken                                                                            | Lansdowne Road, Dublin Toeschouwers: 12.000 Scheidsrechter: Franz Wöhrer (AUT) |
| 13 november WK-kwalificatie № 484 «onderlinge duels» | Frank Stapleton 6' |       | 7' Preben Elkjær Larsen 49' Michael Laudrup 57' John Sivebæk 76' Preben Elkjær Larsen | Lansdowne Road, Dublin Toeschouwers: 12.000 Scheidsrechter: Franz Wöhrer (AUT) |

## Statistieken
| Troels Rasmussen     | 1961-04-07 | Aarhus GF           | 5 | 0 | 0 |    |   |
| Ole Qvist            | 1950-02-25 | KB Kopenhagen       | 3 | 0 | 0 |    |   |
| Lars Høgh            | 1959-01-14 | Odense BK           | 0 | 1 | 0 |    |   |
| Verdediging          |            |                     |   |   |   |    |   |
| Søren Busk           | 1953-04-10 | MVV Maastricht      | 7 | 0 | 0 |    |   |
| Morten Olsen         | 1949-08-14 | RSC Anderlecht      | 7 | 0 | 0 |    |   |
| Ivan Nielsen         | 1956-10-09 | Feyenoord           | 6 | 0 | 0 |    |   |
| John Sivebæk         | 1961-10-25 | Manchester United   | 4 | 2 | 1 |    |   |
| Henrik Andersen      | 1965-05-07 | RSC Anderlecht      | 1 | 2 | 0 |    |   |
| Kim Christofte       | 1960-08-24 | FC Wettingen        | 1 | 0 | 0 |    |   |
| Kent Nielsen         | 1961-12-28 | Brønshøj BK         | 1 | 0 | 0 |    |   |
| Ole Rasmussen        | 1952-03-19 | Næstved IF          | 1 | 0 | 0 | 41 | 1 |
| John Stampe          | 1957-02-16 | Aarhus GF           | 1 | 0 | 0 |    |   |
| Ejnar Rahbek         | 1957-10-21 | Ikast FS            | 0 | 1 | 0 |    |   |
| Middenveld           |            |                     |   |   |   |    |   |
| Klaus Berggreen      | 1958-02-03 | Pisa                | 7 | 0 | 3 |    |   |
| Frank Arnesen        | 1956-09-30 | PSV Eindhoven       | 6 | 1 | 0 |    |   |
| Michael Laudrup      | 1964-06-15 | Juventus            | 6 | 0 | 6 |    |   |
| Søren Lerby          | 1958-02-01 | Bayern München      | 6 | 0 | 1 |    |   |
| Jens Jørn Bertelsen  | 1952-02-15 | FC Aarau            | 5 | 1 | 0 |    |   |
| Per Frimann          | 1962-06-04 | RSC Anderlecht      | 2 | 3 | 0 |    |   |
| Jesper Olsen         | 1961-03-20 | Manchester United   | 2 | 1 | 0 |    |   |
| Jan Mølby            | 1963-07-04 | Liverpool           | 1 | 4 | 0 |    |   |
| John Lauridsen       | 1959-04-02 | Espanyol            | 1 | 1 | 1 |    |   |
| Jan Bartram          | 1962-03-06 | Aarhus GF           | 1 | 0 | 0 |    |   |
| Torben Christensen   | 1963-07-14 | Ikast FS            | 1 | 0 | 0 |    |   |
| Morten Donnerup      | 1960-08-26 | Racing Santander    | 1 | 0 | 0 |    |   |
| John Helt            | 1959-12-29 | Brøndby IF          | 1 | 0 | 0 | 3  | 0 |
| Allan Hansen         | 1956-04-21 | Odense BK           | 0 | 1 | 0 |    |   |
| Pierre Larsen        | 1959-01-22 | Hvidovre IF         | 0 | 1 | 0 |    |   |
| Kim Vilfort          | 1962-11-15 | Lille OSC           | 0 | 1 | 0 |    |   |
| Aanval               |            |                     |   |   |   |    |   |
| Preben Elkjær Larsen | 1957-09-11 | Hellas Verona       | 7 | 0 | 5 |    |   |
| Allan Simonsen       | 1952-12-15 | Vejle BK            | 4 | 0 | 0 |    |   |
| Kenneth Brylle       | 1959-05-22 | Olympique Marseille | 0 | 1 | 0 |    |   |
| Flemming Christensen | 1958-04-10 | Lyngby BK           | 0 | 1 | 0 |    |   |